# Austin, Nevada
Austin är en ort i Lander County i Nevada. Enligt 2010 års folkräkning hade Austin 192 invånare. En av traktens sevärdheter är Stokes Castle som byggdes år 1897 för järnvägsmagnaten Anson Phelps Stokes som sommarbostad åt hans söner. Magnaten hade sett ett liknande torn i närheten av Rom.

## Kända personer från Austin
- Orrice Abram Murdock, politiker